# Linear
Pour plus de détails, voir Fiche technique et Distribution.
Linear est un vidéofilm musical d'Anton Corbijn, mettant en avant les chansons de l'album No Line on the Horizon de U2 sorti en 2009.

## Synopsis
Un jeune policier français décide de démissionner et de tout lâcher afin de prendre la route sur sa moto.

## Fiche technique
- Titre : Linear
- Réalisation : Anton Corbijn
- Scénario : Anton Corbijn, Bono
- Directeur artistique : Mark Digby
- Photo : Martin Ruhe
- Montage : James Rose
- Musique et lyrics : U2
- Producteurs : Emile Sherman, Iain Canning
- Producteurs exécutifs : Bono, Adam Clayton, Larry Mullen Junior, The Edge
- Pays d'origine : Royaume-Uni
- Langue : anglais
- Format : Noir et blanc • Couleur
- Genre : film musical
- Durée : 56 minutes
- Date de sortie : 2009 (DVD)

## Distribution
- Saïd Taghmaoui : le jeune policier
- Marta Barrio :  la danseuse
- Lizzie Brocheré : la serveuse
- Janina Washington  : la danseuse principale
- Eva Tecedeiro : la danseuse de Cádiz

## Chapitres
1. Unknown Caller
2. Breathe
3. Winter (inédite remplacée par "I’ll Go Crazy If I Don’t Go Crazy Tonight")
4. White as Snow
5. No Line on the Horizon
6. Fez - Being Born
7. Magnificent
8. Stand Up Comedy
9. Get on Your Boots
10. Moment of Surrender
11. Cedars of Lebanon
12. Crédits

## Autour du film
- Le tournage s'est déroulé entre Dublin, Londres, Paris et Barcelone.